# Ozric Tentacles
De Ozric Tentacles (ook wel bekend als de Ozrics) is een instrumentale band uit Somerset, Engeland. De muziek is het beste te omschrijven als progrock met een spacy en psychedelische inslag (spacerock, psychedelic rock). De band heeft meer dan 30 albums uitgebracht.

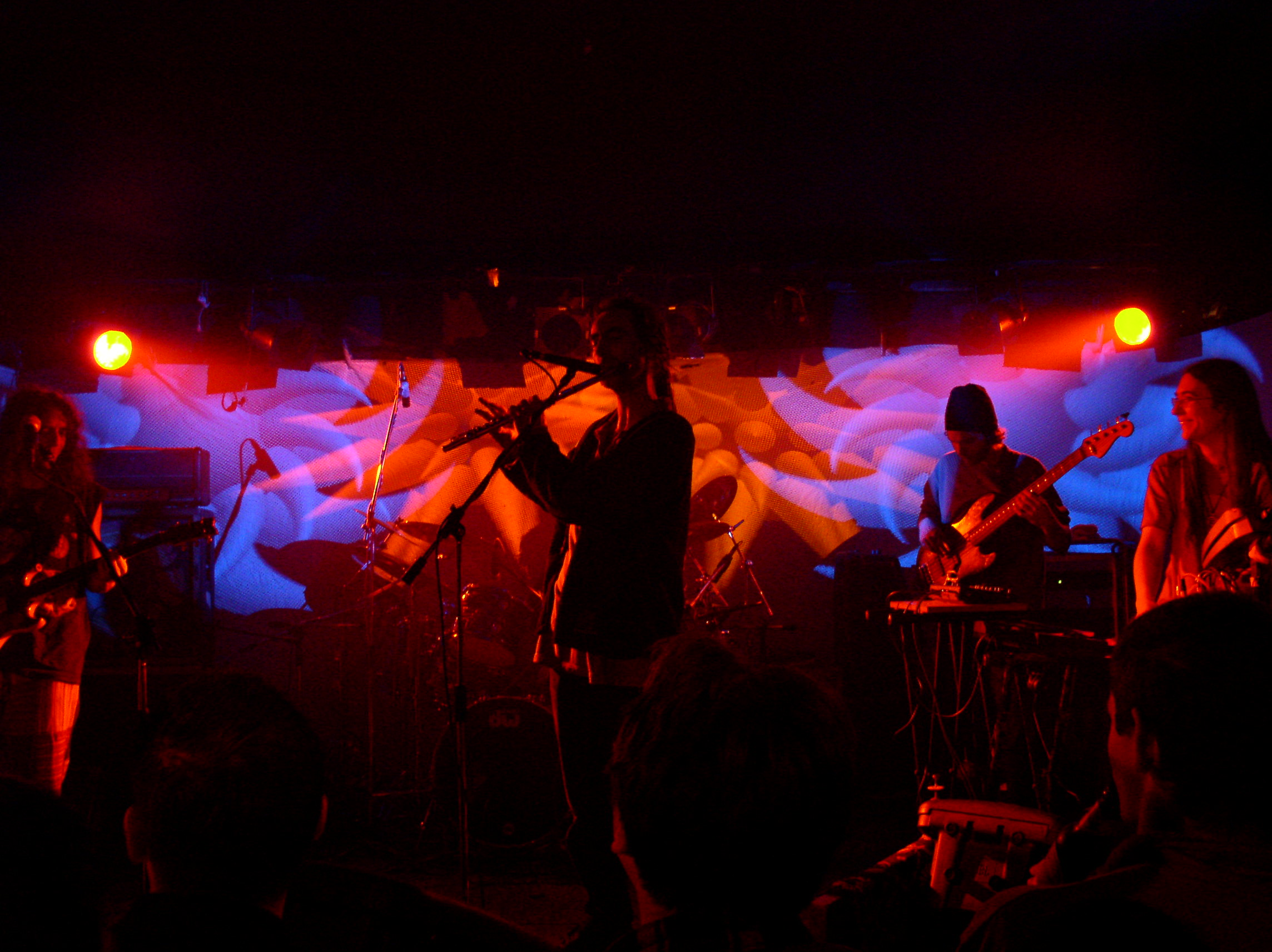
Ozrics in Zagreb 2004

## Geschiedenis
In 1982 werd door de broertjes Ed en Roly Wynne de muziekgroep Bolshem People opgericht. Andere leden van het eerste uur waren Nick van Gelder en Gavin Griffiths. In 1983 voegde zich Joie Hinton, die net terugkwam uit India, bij de band en tijdens een ontbijt voor het Stonehenge Free Festival versie 1983 ontstond de naam. Die naam is ontstaan op zoek naar een hypothetisch ontbijtmerk (zie de titel van hun eerste livealbum Live ethereal cereal. Alternatieven waren Desmond Whisps, Malcom Segments en Gilbert Chunks. In 1983 voegde Tom Brooks zich bij de band. In de jaren tachtig ontstond een groep fanatieke fans vanuit het festivalcircuit, met name het Glastonbury Festival. In die tijd werden enkele muziekcassettes uitgebracht die via optredens en de fanclub verkocht werden. In 1984 gaf Griffiths aan dat de band te veel georiënteerd werd naar de synthesizer en verliet de band en richtte The Ullulators op, Hinton ging daar ook spelen, maar bleef ook bij de Ozrics.
Hun eerste reguliere album was Pungent effulgent uitgebracht in 1989, en heruitgebracht in 2000, samen met Strangeitude. Het volgende album, Erpland (1990), is een cd gewijd aan Erp, een karakter die afgebeeld is op diverse cd-hoezen van de Ozrics. In 1991 kwam de lp Strangeitude uit. Het nummer Sploosh! is in een reclamecampagne van BMW gebruikt en werd daarmee de enige hitsingle van de band. In 1993 bereikte het album Jurassic shift net niet de Top 10 van de UK Album Charts.
Er is een wisselende samenstelling van de band met alleen Ed Wynne (gitaar, keyboards) en Jon Egan (fluit) vanaf 1990 als vaste bandleden. Enkele leden verlieten de band om een meer elektronische kant op te gaan (elektronische muziek). Bandnamen van deze bandleden zijn: Eat Static, Nodens Ictus, ZubZub en Moksha. Ondanks deze wisselende samenstelling van de band produceerden de Ozrics bijna jaarlijks een album en wisten ze daarnaast ook nog te toeren, waarvan de live dvd uit 2002 getuige is.
De band is bekend geworden vanwege zijn live optredens onder leiding van frontman Champignon, die in trance op het podium rondsprong en diverse soorten fluiten bespeelde. Ozric Tentacles heeft daarnaast een uitgebreide lichtshow met veel projecties.

## Bandleden
In haar geschiedenis heeft de band een groot aantal ledenwisselingen meegemaakt. De enige leden die sinds begin jaren negentig altijd zijn gebleven zijn Ed Wynne (technoguitar/keyboards) en Jon Egan (fluit). De band heeft echter altijd haar eigen identiteit weten te behouden.
In 2007 bestaat de band, naast Wynne, uit diens echtgenote Brandi Wynne (bass, synthesizer, keyboards), Joie Hinton (synthesizer, keyboards), Merv Peplar (drums, percussie). Egan heeft de band verlaten en speelt samen met onder andere een aantal andere oud bandleden.

## Musicologie
De muziek is gekenmerkt door een psychedelisch mengsel met basdreun, geluidseffecten en dansbaar keyboard- en gitaarwerk. De band is beïnvloed door Steve Hillage en Gong. Veel songs hebben een aparte timing en oosterse effecten. Daarnaast gebruiken de Ozrics ingewikkelde arrangementen met wisselende tijden, momenten en ritmes. Sommige delen scheppen hierdoor verwarring tijdens het beluisteren, op andere momenten worden juist bekende funkyritmes gebruikt.
Deze kenmerken zijn vermengd met elektronische elementen, waaronder meerdere lagen met psytrance- en techno-beïnvloedde arpeggiated synthesizers, pads, synth bassloopjes, effecten en geprogrammeerde drumeffecten. Verder zijn er sterke invloeden van dub en ambient, met veel extreem relaxte tracks, wat de intense muziek in balans weet te brengen.
De Ozrics gebruiken een zeer breed scala aan muziekinstrumenten, waaronder elektrische en akoestische gitaren, fluiten, xylofoons en digitaal bewerkte menselijke stemmetjes.
Het album Spirals in hyperspace wordt wel een spacy jazzrock genoemd.

## Discografie

### Cassettes
- Erpsongs (1985)
- Tantric obstacles (1985)
- Live ethereal cereal (1986)
- There is nothing (1986)
- Sliding gliding worlds (1988)
- The bits between the bits (1989)

### Albums
- Pungent effulgent (1989)
- Erpland (1990)
- Sploosh / Live Throbbe EP (1991)
- Strangeitude (1991)
- Live underslunky (1992)
- Jurassic shift (1993)
- Arborescence (1994)
- Become the other (1995)
- Curious corn (1997)
- Spice doubt (1998)
- Waterfall cities (1999)
- Floating seeds remixed (1999)
- Swirly termination (2000)
- The hidden step (2000)
- Pyramidion (2000)
- Live at the Pongmasters Ball (2002) – live (cd/video/dvd)
- Spirals in hyperspace (2004)
- The floor's too far away (2006)
- Sunrise Festival (2008)
- The Yumyum Tree (29 april 2009)
- Paper monkeys (2011)
- Technicians of the sacred (2015)
- Space for the earth (2020)
- Lotus unfolding (2023)

#### Verzamelalbums
- Afterswish (1992)
- Ozric Tentacles (1993) (verzamelalbum)
- Vitamin enhanced (1993) – cd-boxset
- Eternal wheel (The Best Of)

Vitamin enhanced is een boxset met de eerste zes albums die van origine alleen op muziekcassette verschenen. De zes albums zaten in een verpakking die sterk deed denken aan die van Kellogg's verwijzend naar de ontstaansgeschiedenis van de band. Toen Kellogg's erachter kwam, wilde ze een rechtszaak aanspannen tegen Ozric Tentacles, maar het album was toen al uitverkocht. De box verscheen december 1993.